# Bogdan Musiol

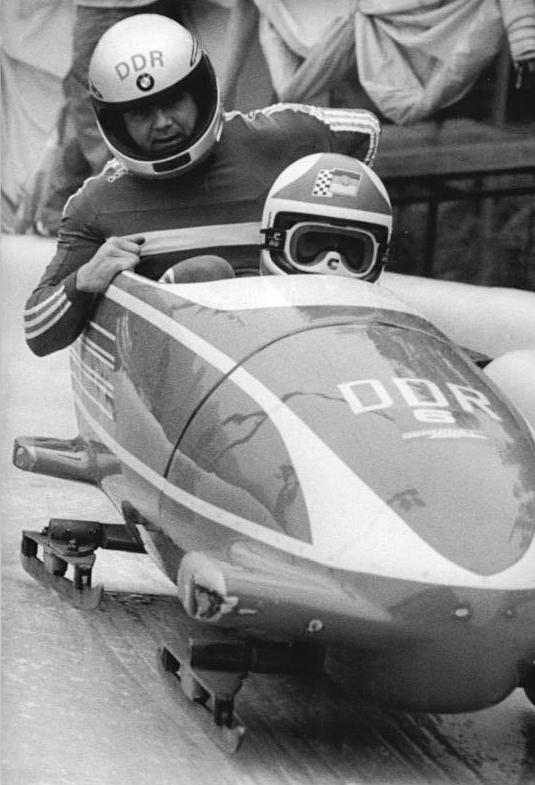
Musiol mit Detlef Richter bei den gewonnenen DDR-Meisterschaften 1989

Bogdan Musiol (* 25. Juli 1957 in Świętochłowice, Oberschlesien) ist ein ehemaliger deutscher Bobsportler. Neben sieben Olympischen Medaillenerfolgen wurde er 1978 und 1991 Weltmeister im Viererbob, 1989 Weltmeister im Zweierbob sowie 1983 Europameister im Zweierbob.

## Leben und Karriere
Musiols Familie siedelte in den 1960er Jahren aus der Volksrepublik Polen in die DDR über. In Wermsdorf begann er als Leichtathlet, wo er vor allem ein guter Kugelstoßer war. 1977 wechselte er zum Bobsport. Als erstes fuhr er im Zweierbob mit dem Piloten Horst Bernhardt. Mit Horst Schönau wurde er 1978 erstmals Weltmeister. Nach und nach fuhr er mit fast allen bedeutenden Bobpiloten der DDR zusammen: Bernhard Germeshausen, Meinhard Nehmer, Bernhard Lehmann, Detlef Richter und schließlich Wolfgang Hoppe.
Von 1980 bis 1994 nahm Musiol an fünf Olympischen Spielen teil (Statistik unten). Der Hauptmann der NVA war bei seinem Karriereende mit 31 Medaillen bei internationalen Wettkämpfen (Olympische Spiele, Weltmeisterschaften, Europameisterschaften – 7 × Gold, 16 × Silber, 8 × Bronze) der erfolgreichste Bobfahrer überhaupt. Erst sein langjähriger Pilot Wolfgang Hoppe konnte diese Marke mit 33 Erfolgen übertreffen. Musiol startete für den ASK Vorwärts Oberhof, aus dem der spätere WSV Oberhof 05 hervorging, für den er gegen Ende seiner Karriere noch selbst antrat.
Im Jahr 2000 wurde er Sportwart des Bob- und Schlittenverbandes für Deutschland. Er ist der Vater des Skispringers Julian Musiol.
Musiol wurde 1980 und 1988 mit dem Vaterländischen Verdienstorden in Silber ausgezeichnet. Nach dem Gewinn der Silbermedaille bei den Olympischen Spielen 1992 erhielt er das Silberne Lorbeerblatt.

## Olympische Erfolge
- 1980 in Lake Placid: Gold im Viererbob, Bronze im Zweierbob
- 1984 in Sarajevo: Silber im Viererbob, Silber im Zweierbob
- 1988 in Calgary: Silber im Viererbob, Silber im Zweierbob
- 1992 in Albertville: Silber im Viererbob